# Nicolas Sessler
Nicolas Mariotto Sessler, nascido em 29 de abril  de  1994 em Ribeirão Preto, é um ciclista brasileiro, membro da equipa Burgos BH.

## Biografia
Primeiramente concentrado no BTT, Nícolas Sessler participe nas suas primeiras provas na estrada em 2015 com o clube belga Dovy Keukens FCC. Revela-se ao mês de julho durante a Tour de Dordogne, uma carreira por etapas do calendário nacional francês. Apesar de uma queda, impõe-se em solitário na segunda etapa, após um raid solitário de para perto de 90 quilómetros, e toma a cabeça da classificação geral e da classificação da montanha. Ademais, está designado temporariamente melhor jovem e mais combativo da prova. Neste mesmo ano, é sobretudo terceiro do Memorial Gilbert Letêcheur, uma prova interclube belga.
Em 2016, ele integrou a equipa VL Technics-Experza-Abutriek. Após ter começado a sua temporada no Brasil, disputa as suas primeiras competições sob as suas novas cores no mês de abril. Na primavera, termina nono e melhor escalador da Volta de Bidasoa. Durando o verão, classifica-se décimo nono do montagneux Giro do Vale de Aosta, sexto e melhor jovem do Kreiz Breizh Elites, depois terceiro da Volta ao Piamonte Pirenaico. Em setembro, distingue-se no território espanhol conseguindo a terceira etapa e a classificação geral da Volta à província de Valência.
Desejando de disputar carreiras mais adaptadas ao seu perfil de escalador, assina em 2017 com a Lizarte, equipa formadora relacionada à formação WorldTour Movistar. Com esta, consegue a Volta a Lérida  e obtém vários lugares de honra : terceiro do Troféu Iberdrola e do Grande Prémio Vila-real, quinto da Volta a Samora e sétimo da Volta a Leão. Em Copa de Espanha, classifique-se quarto do Memorial Pascual Momparler, da Clássica Xavier Tondo e oitava do Memorial Valenciaga. A decorrer o mês de agosto, apanha a equipa continental profissional Israel Cycling Academy como stagiaire. Para a sua primeira carreira, faz boa impressão tomando o 17.º lugar da Pró Ötztaler 5500, uma corrida disputada no Tirol austríaco, anunciando um desnível montanhoso de 5 500 metros. Nas semanas que seguem, está comprometido nas várias competições italianas, obtendo sobretudo um 27.º lugar ao Volta de Toscana.
Em 2018, está contratado por Burgos BH, que obtém o status de equipa continental profissional.

## Palmarés em estrada
- 2015
  -     - 2. ª etapa da Tour de la Dordogne

  - 3.º do Memorial Gilbert Letêcheur
- 2016
  - Volta à Província de Valência :
    - Classificação geral
      - 3. ª etapa

  - 3.º da Volta ao Piamonte pirenaico
- 2017
  - Classificação geral da Volta a Lérida
  - 3.º do Troféu Iberdrola
  - 3.º do Grande Prémio Vila-real

### Classificações mundiais
| Ano             | 2017   |
| UCI Europe Tour | 1 746. |

## Palmarés em BTT

### Campeonato do Brasil
- 2010
  -  Campeão do Brasil de cross-country cadetes
- 2014
  - 3.º do campeonato do Brasil de cross-country esperanças